# Fenmetrazina

Estrutura da fenmetrazina.

A fenmetrazina (INN, USAN, BAN) ou femetrazina (DCB) (nome comercial preludina e muitos outros) era uma droga estimulante usada anteriormente como um inibidor de apetite, mas desde então foi retirada do mercado. A droga havia sido amplamente utilizada. Foi inicialmente substituído por seu análogo fendimetrazina (sob a marca Prelu-2), que funciona como um pró-fármaco da fenmetrazina, mas agora é raramente prescrito, devido a preocupações com abuso e dependência. Quimicamente, a fenmetrazina é uma anfetamina substituída com um anel de morfolina.

## História
A fenmetrazina foi patenteada pela primeira vez na Alemanha em 1952 pela Boehringer-Ingelheim, com alguns dados farmacológicos publicados em 1954. Foi o resultado de uma pesquisa de Thomä e Wick por uma droga anorexígena sem os efeitos colaterais da anfetamina. A fenmetrazina foi introduzida no uso clínico em 1954 na Europa.

## Uso  Medicinal
No uso clínico, a fenmetrazina produz menos nervosismo, hiperexcitabilidade, euforia e insônia que os medicamentos da família das anfetaminas. Ele tende a não aumentar a frequência cardíaca tanto quanto outros estimulantes. Por causa de relativa ausência de efeitos, um estudo encontrado que é bem tolerado em crianças. Em um estudo sobre a eficácia na perda de peso entre uma fenmetrazina e uma dextroanfetamina, uma fenmetrazina foi um pouco mais eficaz.